# معالی کوراع
معالی کوراع (انگلیسی: Ma'aly Kaware؛ زادهٔ ۱۱ مارس ۱۹۸۳) بازیکن فوتبال اهل فلسطین بود.